# Könyvnyomtatás

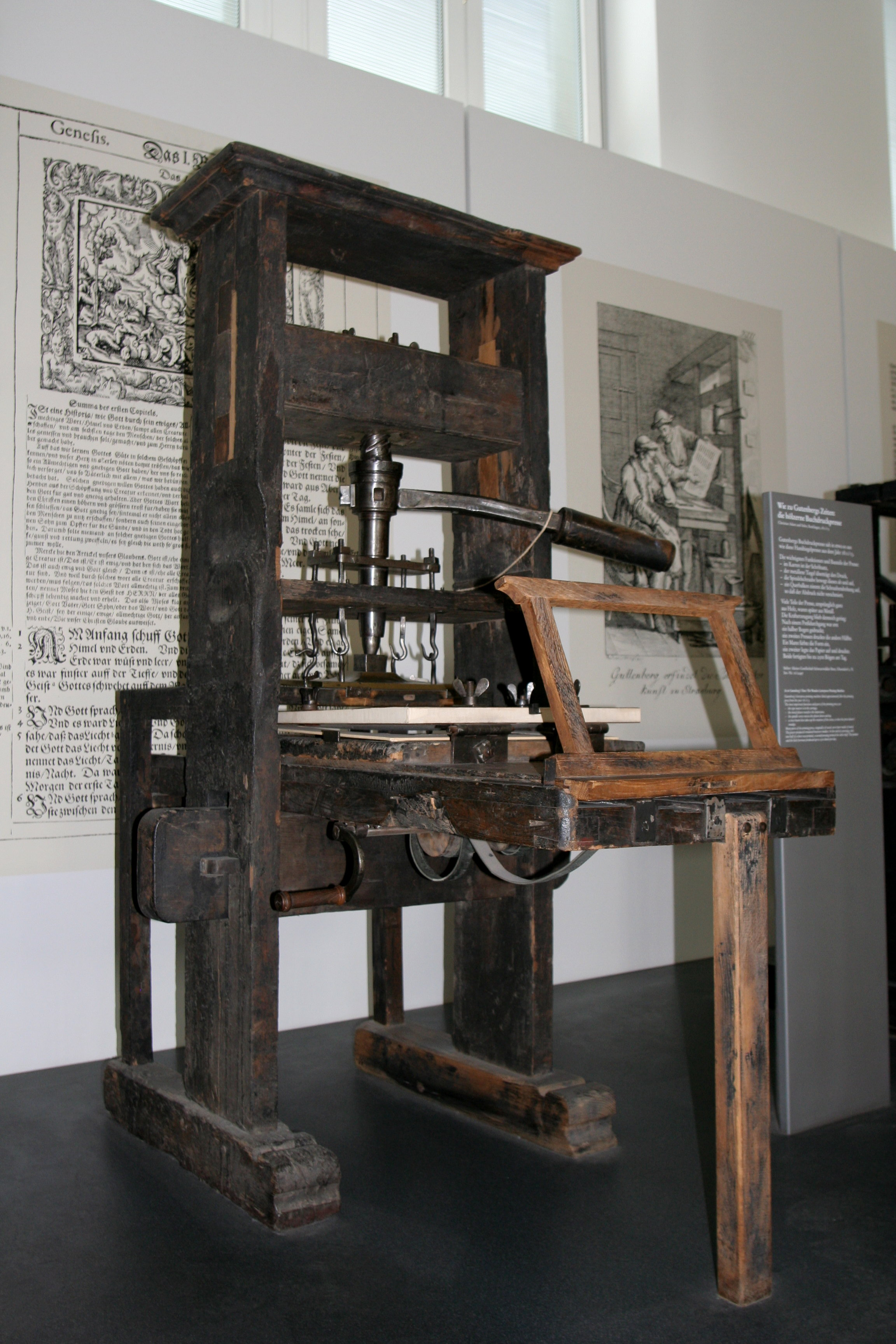
1811-es német nyomtató (München)

A könyvnyomtatás egy gépesített eljárás szövegek és képek másolatának négyszögletes papírra való nyomtatására, mely lehetővé teszi az azonos formátumú, nagy példányszámú sokszorosítást. A könyvnyomtatást először Kínában a 9. században találták fel. Kezdeti technikája a táblanyomtatás volt, majd a mozgatható nyomóelemes eljárás, melyet először Kínában alkalmaztak 1041-ben, de a könyvnyomtatást, ahogy mi ismerjük, 1453 körül a Német-római Császárságban egy aranyművesből lett nyomdász, Johannes Gutenberg találta fel. Gutenbergen kívül a holland Laurens Janszoon Costernek szintén komoly érdemei vannak a tömeges könyvsokszorosítás terén. A könyvnyomtatást Európa technológiai és kommunikációs érdemének szokták nevezni a keleti országokkal szemben, ami egyike a nagy kérdéseknek a világtörténelemben. A Life magazin összeállításában ez az esemény kapta az első díjat az évezred 100 legnagyobb eseményének listáján, ami egy széles körű közvélekedést tükröz.

## A könyvnyomtatás feltalálása

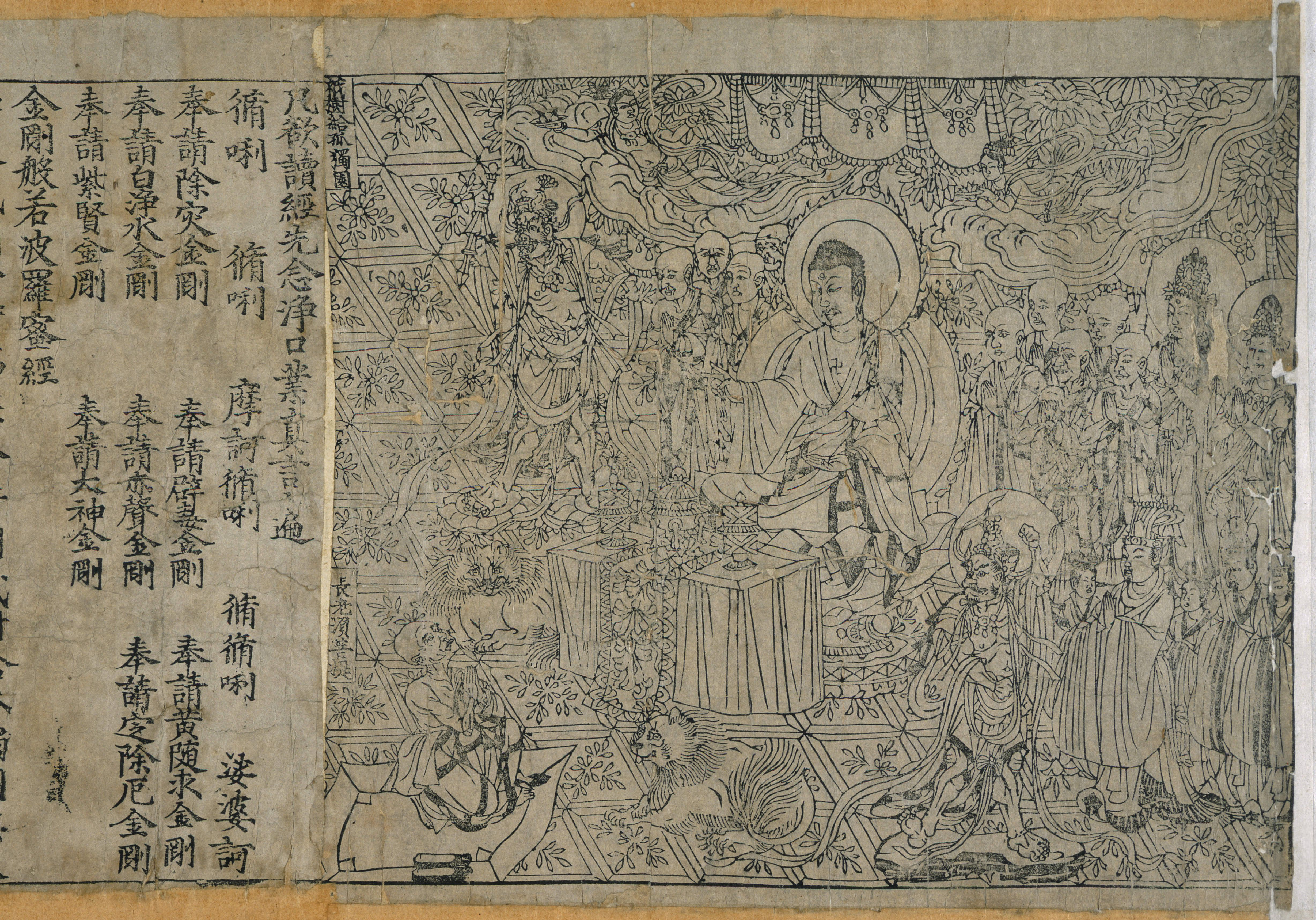
Részlet a legkorábbi teljességében fennmaradt nyomtatott könyvből, a Gyémánt szútrából, melyet 868-ban nyomtattak Kínában.

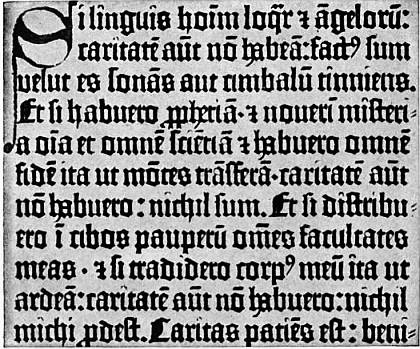
Részlet Gutenberg 42 soros Bibliájából, 1455-ből.

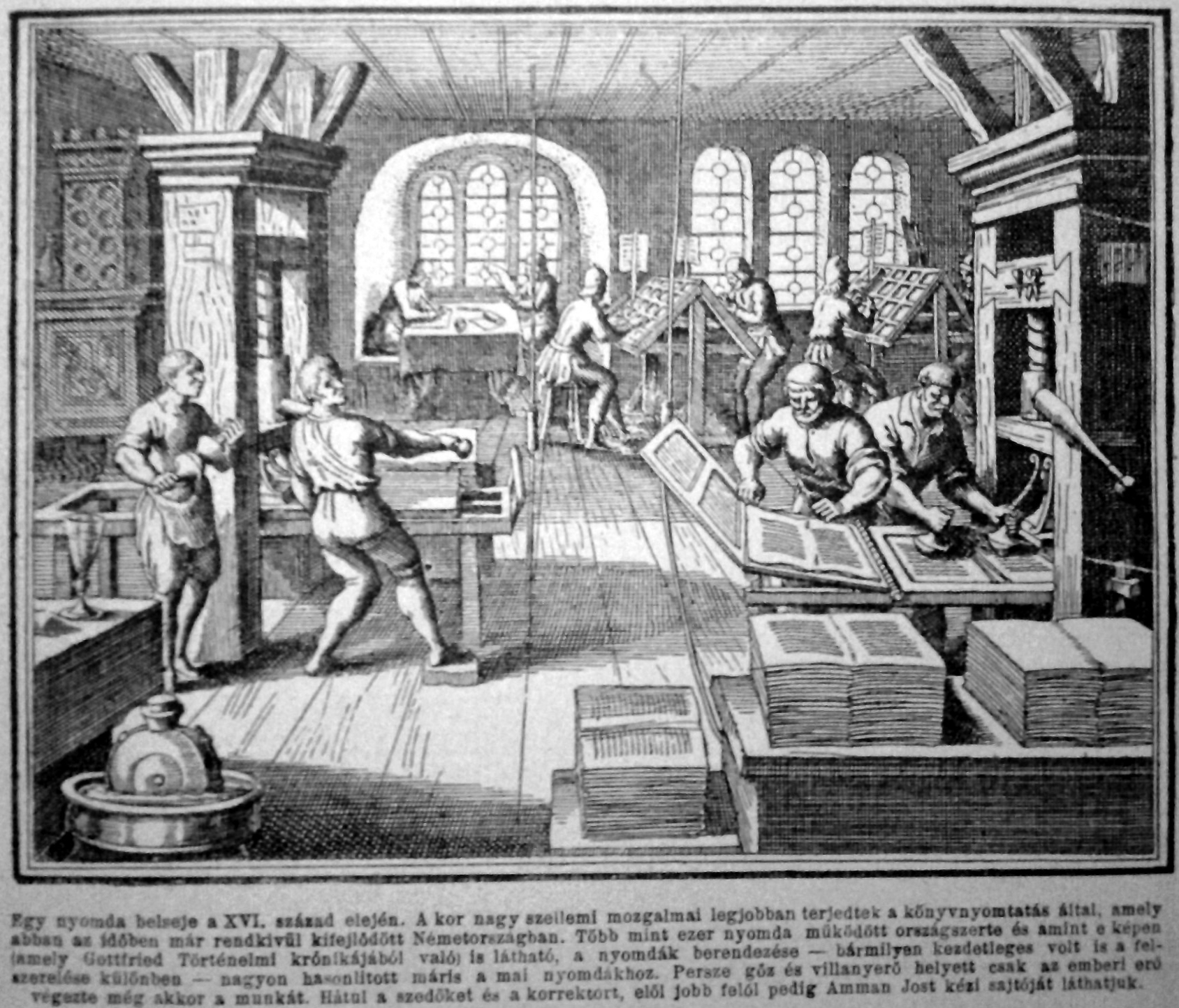
Nyomda, 16. század, Gottfried Történelmi krónikája

A nyomtatás kezdeti módszere a táblanyomtatás volt, amelynek során a papírlapokat egyedileg faragott fatáblák, fametszetek segítségével nyomtatták. Úgy tartják, hogy a táblanyomtatás eredetileg Kínából származik. Kínában már a korai könyvnyomtatás során a szójelek tükörképét rajzolták a fadúcra, majd körbevésték és a féldomború jeleket festékkel lekenték. Az első kínai szöveges ősnyomtatványok már a 9. században ezzel az eljárással készültek. A 11. században ezt a sokszorosító eljárást, szintén Kínában, továbbfejlesztették és már mozgatható elemekkel nyomtatták a szöveges dokumentumokat.
A technika Európában is ismert volt, főként Biblia nyomtatására használták. Részben a nagyobb mennyiségű faragás nehézségei, részben a parasztok analfabetizmusa miatt, kezdetben egyes kiadványok, mint például a „Szegények Bibiája” a képeket hangsúlyozta és a szavakat inkább elszórva használta. Miután minden oldalhoz új táblát kellett faragni, ezzel a módszerrel egy könyv elkészítése hihetetlenül időrabló tevékenység volt.
A mozgatható nyomóelemes nyomtatás a táblanyomtatásnál több lehetőséget rejtett magában. Ez az innováció három szakaszon esett át, az agyag, fa és fém szójegyek használatán. Az agyag mozgatható nyomóelemeket 1040 körül egy kínai kovács, Pi Seng találta fel, aki égetett agyagbetűket formált, amelyek bár törékenyek voltak, de az eljárás gyors volt, ha nagy mennyiségben kellett nyomtatni. A fa mozgatható nyomóelemek hamar elkoptak, így tartósabb anyagot kerestek. Koreában a mozgatható nyomóelemeket uralkodói támogatással már fémből készítették el, a bronzból öntött írásjeleket 1234 körül fejlesztették ki a Korjo-korszak végén. Miután a kínai nyelv több ezer írásjegyet tartalmaz (az irodalomban a koreaiak is ezeket az írásjegyeket használták), a szedés nehézsége miatt ennek a technikának az előnyei végül nem lettek olyan látványosak, mint a 24 betűs ábécében. Ezért Kínában, Koreában és a többi távol-keleti országban, a sokszorosítás és könyvkiadás területén a fadúcos nyomtatás maradt az uralkodó még évszázadokig, míg végül az európai könyvnyomtatási technika meg nem jelent a maga kialakult módszereivel.
A kínai és koreai nyomtatási módszerektől feltehetően függetlenül 1450-re egy mainzi aranyműves, Johannes Gutenberg kitartó munkával kifinomította a mozgatható nyomóelemek széles körű használatának technikáját, ahol a különálló részek, a betűk összerakva képezték a szöveget. Ő volt, aki először használta az olajból készített nyomdafestéket, a rongypapírt, kifejlesztette a betűöntő eljárást, a szedéstechnikát, fából sajtóprést készített. Ugyanakkor az állítást, hogy Európában Gutenberg találta fel a könyvnyomtatást, páran vitatják és Costernek tulajdonítják a főbb érdemeket.

## A könyvnyomtatás hatásai

### Könyvnyomtatás Kelet-Ázsiában
Kínában a 10. században már többszáz kötetes nyomtatott könyvek születtek. Feng Tao kínai miniszter a konfuciuszi kánoni könyveket 130 kötetben nyomtatta ki. 972-ben kezdték el nyomtatni a buddhista Tripitakát, már az első sorozatban 5000 kötet 130 000 fatábláról nyomtatva készült el – ugyanennek a 12., 13. században még további húsz kiadása jelent meg. Kínában 994 és 1063 között több száz kötetben nyomtatták ki a régi uralkodóházak történetét. A 13., 14. században egész Kelet-Ázsiában a jelentős irodalom már nyomtatásban jelent meg.

### A nyomtatás elterjedése Európában
Európában a 15. századig, Gutenberg találmánya előtt a könyveket főként kolostorokban vagy bérmásolókkal másoltatták, ahol az írnokok kézzel másoltak. A könyv ennélfogva ritkaság volt. Amíg kézzel egy évig is eltartott egy Biblia lemásolása, a Gutenberg nyomdával ugyanennyi idő alatt több száz másolatot lehetett készíteni. Ugyan minden lapot külön kellett beletenni a gépbe, aminek korlátos volt a gyártási sebessége és minden laphoz kézzel kellett szedni a betűket, ami a különböző oldalak adott idő alatt előállított számát korlátozta, de mindezzel együtt is a sebesség növekedése hatalmas volt.
A kézzel másolt könyvek nyomtatott könyvekkel való helyettesítésének terjedését a kezdetben ugyanakkor nem mindenki fogadta kitörő örömmel. A pápai szentszék fontolóra vette, hogy a könyvnyomtatás iparának űzését a keresztény egyház kösse engedélyhez (amit aztán később elvetettek), néhány nemes pedig azért nem engedte a nyomtatott könyveket a könyvtárába, mert azok leértékelték volna ritka kézirataikat.
Az ellenállástól függetlenül Gutenberg könyvnyomtatása gyorsan elterjedt egész Európában. A találmány 1453-as megjelenésétől számítva harminc éven belül Magyarországtól Spanyolországig és Olaszországtól Angliáig több városban is visszafordíthatatlanul megindult a könyvnyomtatás.
1533-ban megjelent Krakkóban Szent Pál leveleinek magyar fordítása – ez az első teljes egészében megjelenő magyar nyomtatvány. Elméletek alapján ez a hihetetlenül gyors expanzió nemcsak az ipari fejlettség szintjét jelezte (az előző évszázadban megjelent magas minőségű papírüzemek támogatásával), hanem egy kimutathatóan magasabb szintű műveltséget is, mint amit amúgy becsülni lehetne.

### A könyvnyomtatás hatásai a kultúrára
A mozgatható nyomóelemes könyvnyomtatás felfedezése Európában paradigmaváltást hozott az információ áramlásának módjában. A nyomtatás társadalmi hatásai a nyelv vagy az ábécé kialakulásához hasonlíthatók, illetve a számítógép feltalálásának hatásait szokták hozzá hasonlítani. Ebben a témában Marshall McLuhan kanadai médiateoretikus munkássága és A Gutenberg-galaxis: A tipográfiai ember létrejötte könyve meghatározó jelentőségű.
Gutenberg felfedezései nem csak Luther Márton német bibliafordításának olvasását tették lehetővé széles közönség számára, de hozzájárultak Luther többi írásának gyors elterjedéséhez is, nagyban elősegítve ezzel a reformáció kifejlődését. Szintén a találmánynak köszönhető a tudósok közösségeinek kialakulása (korábban a tudósok igencsak elszigeteltek voltak), ami megkönnyítette felfedezéseik közlését és elhozta a tudományos forradalmat.
Vita tárgyát képezi, hogy a könyvnyomtatás megváltoztatta-e Európa gondolkodását. A korábbi kéziratokban a hangsúly a képeken és az oldalak szépségén volt. A korai nyomdai munkák elsődlegesen a szöveges tartalomkifejtést hangsúlyozták. A tudományokban a könyvnyomtatás a metaforák nyelvezetéről a tudományos módszer befogadására tért át.
A könyvnyomtatás elindulásával a szerző kérdése nagyobb jelentőséget nyert. Hirtelen fontossá vált, ki mit mondott vagy írt, mi volt a pontos formája és ideje a megnyilvánulásnak. Ez lehetővé tette a hivatkozások pontos idézését. A könyvnyomtatás előtt a legtöbb munka szerzője ismeretlen volt vagy elveszett.
A nyomtatási folyamat biztosította, hogy ugyanaz az információ kerüljön a lapmásolatokra, oldalszámokkal, tartalomjegyzékkel és lábjegyzetekkel. Ezáltal az olvasási folyamat is megváltozott, fokozatosan áthelyeződött a hangsúly a hangos közösségi felolvasásról a csendes, magán olvasásra. Ez a változás az oktatást teljesen átalakította, a műveltség szintjét pedig fokozatosan emelte. Amíg a korábbi szövegek latin nyelven készültek, megkezdték a könyveket a gyakrabban használt nemzeti nyelveken is előállítani.
Általánosságban a tudás közelebb került az emberekhez, miután a nyomtatott könyvek a korábbi kéziratok árának töredékéért beszerezhetővé váltak. Minden könyvnek több másolata vált elérhetővé, így mind több ember tudott már rajtuk vitázni. Ötven-hatvan év elteltével a klasszikus tudás teljes könyvtára megjelent nyomtatásban.
Néhány gondolkodó szerint, mint McLuhan, Eisenstein, Kittler és Giesecke, a könyvnyomtatással az „írás monopóliuma” fejlődött ki, amely felváltotta a képek szerepét a társadalomban.
A tudományos művekben a nyomtatás elterjedésével az ábrák pontos reprodukálhatósága felbecsülhetetlen fontossággal bír, hiszen rengeteg (mai szemmel) nevetséges illusztráció keletkezett abból, hogy olyan kódexrajzolók másoltak ábrákat, akik annak jelentőségét (az ábrázolt tárgyat, növényt állatot) nem ismerték.

## Könyvnyomtatás az ipari korban
A Gutenberg nyomda sokkal hatékonyabb volt a kézi másolásnál és hatékonyságát átörökítve lényegében feltalálása óta változatlan volt az ipari forradalom 300 évvel későbbi eljöveteléig.
A gőzgép hajtotta nyomda feltalálása Friedrich Gottlob König és Andreas Friedrich Bauer nevéhez fűződik, akik 1812-ben több tízezer oldalt tudtak egy nap alatt másolni. König és Bauer első két modelljüket, amelyek 1100 lapot készítettek óránként 1814-ben eladták a londoni The Times-nak, amely az így nyomtatott első számait 1814. november 28-án jelentette meg. König és Bauer már a korai modelljükön a tökéletességre törekedtek, így az egyszerre mindkét oldalra tudott nyomtatni. Ez lehetővé tette, hogy az újságok tömeges közönség számára elérhetővé váljanak.

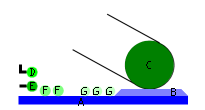
Egyoldalas nyomdagép diagramja, amit 1820 környékén használtak

König és Bauer nyomdáját Applegath és Cooper fejlesztette tovább. A diagram az ő gépük működési alapelvét mutatja. A nyomdagép egy nagy lapos festőasztalból (A) áll, ami előre és hátra mozog, a betűk a (B) jelű táblában vannak. A papír órajárásnak megfelelően jár körbe a szövetbe burkolt nyomdahengeren (C) és rányomja azt az asztalra. A felszívó henger (D) forgás közben a hozzákapcsolt tartályból nyomdafestéket szed fel. A festék a felszívó hengerről a vibráló hengerre (E) kerül, amely karjaival az asztal és a felszívó henger között mozog. A festék az elosztó hengerek (F) segítségével vékonyan és egyenletesen ráterül az asztalra, majd ahogy az asztal mozog, felszívódik a festőhengerekre (G). A festékhengerek tengelyei fel le mozognak, egyúttal enyhe szögben állnak az asztallal, hogy segítsék a festékelosztást. Ahogy az asztal mozog, a tábla váltakozva kétszer elmozog a festőhengerek alatt, majd a nyomdahenger alatt.
Később a század közepén, 1843-ban Amerikában Richard M. Hoe feltalálta a rotációs nyomdagépet, ami egy oldalról több millió másolatot tudott készíteni egy nap alatt. A nyomtatás tömegtermelése a papírhenger megjelenésekor virágzott fel, ami sokkal nagyobb sebesség mellett is lehetővé tette a gép papírellátását.
Az irodai és asztali nyomtatók az informatika egyik legfontosabb fejlesztéseként a 20. század végén terjedtek el.

## Legutolsó fejlesztések
- Litográfia
- Nyomtatás
- Nyomtató